# Museu Russo
O Museu Russo (em russo:  Государственный Русский музей) é um museu de arte localizado em São Petersburgo, na Rússia. Sua vasta coleção compreende cerca de 400 mil itens, de todas as escolas e gêneros que floresceram ao longo da história da Rússia, e é a maior em seu gênero em todo o mundo. O Museu Russo é ainda um reputado centro de pesquisas acadêmicas, um grande centro educativo e o núcleo de uma rede de museus subsidiários em outras localidades do país. Como projetos relacionados o Museu mantém centros de exposição em mais dez cidades da Rússia e no exterior, além de editar publicações diversas sobre seu acervo.
As coleções permanentes estão instaladas no Palácio Mikhailovsky, no Palácio Stroganov, no Castelo de São Miguel e no Palácio de Mármore. O complexo inclui ainda os Jardins de Verão e a Casa de Verão de Pedro, o Grande.

## História

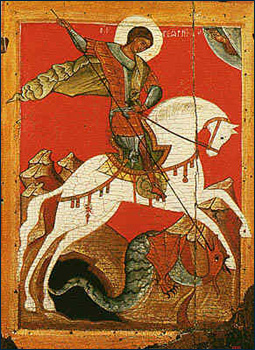
Ícone de São Jorge

O Museu foi criado por ordem do Czar Nicolau II em 1898, sendo de imediato instalado no Palácio Mikhailovsky, que fora construído para o Grão-Duque Mikhail Pavlovich, filho de Paulo I. Inicialmente a coleção era constituída de cerca de 1.500 peças provenientes do Museu Hermitage, do Museu da Academia de Artes e dos palácios imperiais.
Logo novas aquisições vieram de colecionadores privados, dobrando o acervo já na primeira década de sua existência. Foi novamente ampliado com a transferência da seção de antigüidades cristãs da Academia de Artes, incluindo ícones e esculturas, e com a doação de 95 pinturas da coleção Lobanov-Rostovsky, e desde então o acervo não cessou de crescer. Outras fontes iniciais importantes foram as coleções do Palácio de Alexandre em Tsarskoye Selo, de Nikolai Likhachev, e outras privadas menores.
Em 1909 foi indicado como curador do Departamento de Pintura P. Neradovsky, inaugurando uma fase de trabalho em bases científicas, reorganizando o sistema de exposições e atualizando a forma de abordagem da conservação e restauro das obras.
Durante a I Guerra Mundial parte da coleção foi transferida para Moscou, e em 1917 o museu foi fechado para o público, sendo logo estatizado e reaberto no primeiro aniversário da Revolução. Com o maciço confisco de acervos aristocráticos uma multiplicidade de novos itens passou a integrar a coleção do Museu Russo, e somente em 1922 o museu terminou sua reorganização administrativa e as reformas no prédio para melhoramentos na sua infraestrutura. 

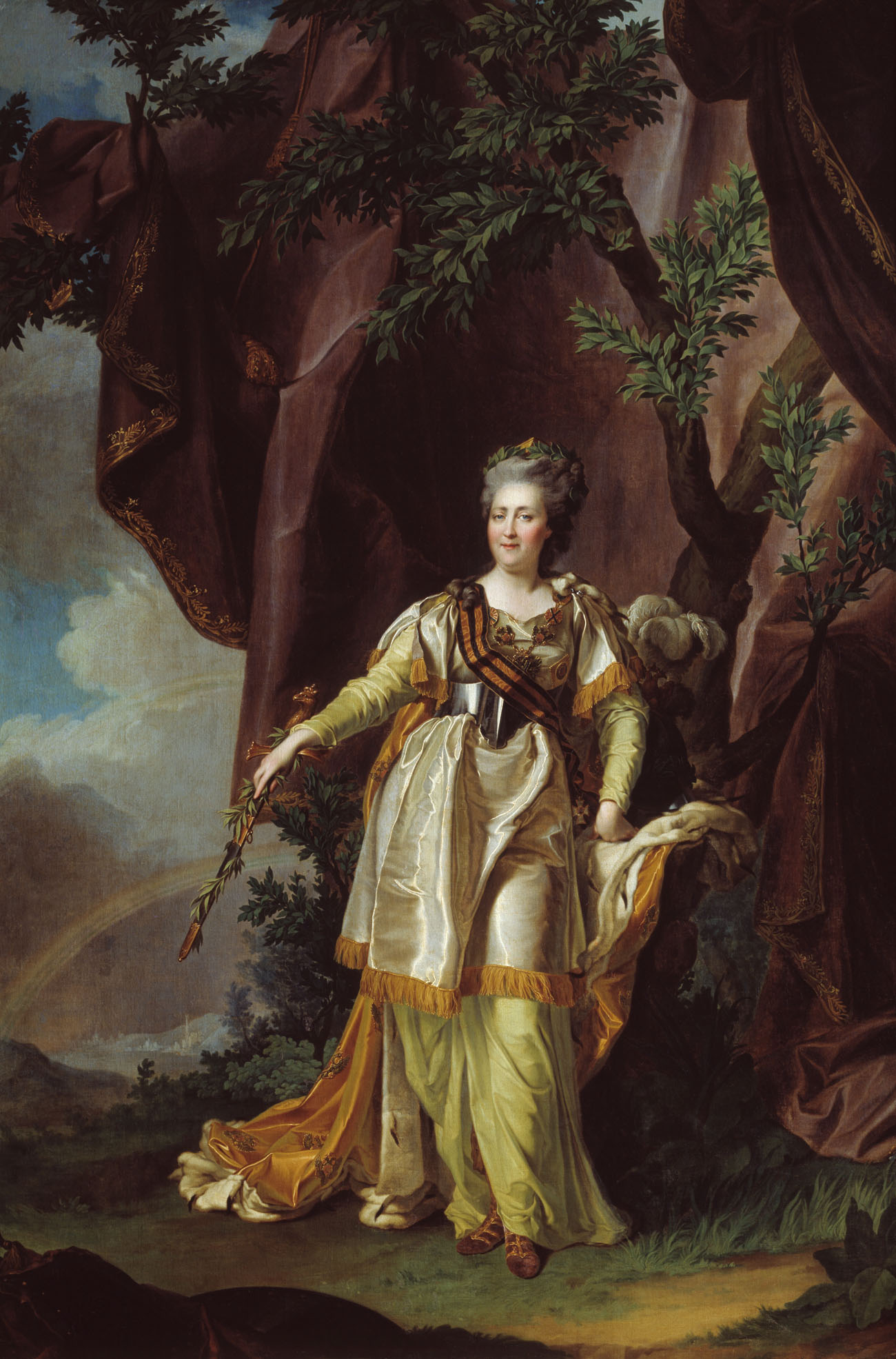
Levitzky: Retrato de Catarina, a Grande

Na II Guerra Mundial novamente a coleção foi removida de sua sede, agora para o interior, retornando em 1945, e sendo reaberta depois de terminarem as obras de recuperação dos danos no edifício causados pela guerra.
A partir de 1976 o museu se tornou o centro coordenador de todos os museus da Rússia, e em 1992 foi declarado patrimônio nacional.

## Os Palácios

### Palácio Mikhailovsky
É o prédio principal de todo o complexo. Foi erguido pelo arquiteto Carlo Rossi entre 1819 e 1825, e decorado por uma plêiade de importantes artistas da época, sendo uma jóia da arquitetura neoclássica. Em 1895 foi adquirido pela Coroa e transformado em museu, passando por várias reformas, superintendidas por Vasily Svinin, para adaptação dos seus espaços para as novas funções.
Com o crescimento contínuo da coleção, logo foi necessária a construção de anexos, e entre 1914 e 1919 Leonty Benois e  S. O. Ovsyannikov ergueram a Ala Benois, complementada mais tarde com a Ala Rossi. Neste prédio são expostas as peças principais da coleção, com obras de Andrei Rublev, Alexander Ivanov, Ilya Repin, Pavel Antokolsky, Kazimir Malevich, Wassily Kandinsky, Marc Chagall e diversos outros mestres russos.

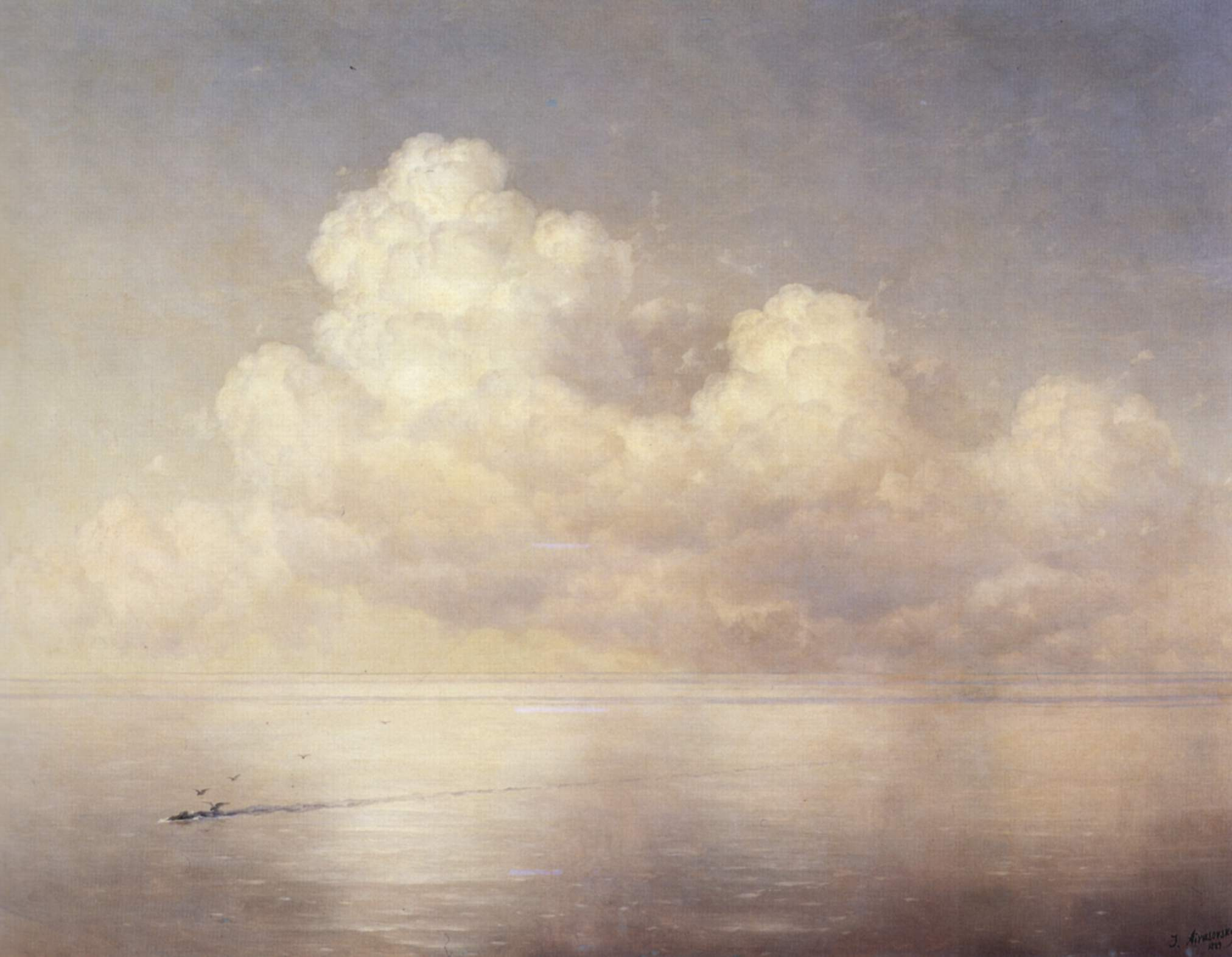
Aiwasowskij: Nuvens sobre o mar

### Palácio Stroganov
Originalmente pertencia a uma da mais ilustres famílias da nobreza russa, célebre pelos altos cargos ocupados junto ao governo e pelo amor às artes, sendo importantes mecenas na época e acumulando um acervo familiar que incluía obras de Anthony van Dyck, Nicolas Poussin, Claude Lorraine, Rembrandt e outros mestres, além de significativa reunião de medalhas, moedas e minerais.
O projeto principal foi do arquiteto Bartolomeo Rastrelli, com reformulações posteriores de Andrei Voronikhin, Carlo Rossi, Pyotr Sadovnikov e Harold Bosse, especialmente nos interiores. Da decoração participaram artistas de renome como Giuseppe Valeriani. Atualmente está passando por restauro em diversos espaços, mas ainda exibe obras de artes aplicadas.
Com a nacionalização de bens artísticos ocorrida após a Revolução Russa, o palácio passou a constituir um museu estatal, o Museu Nacional Stroganov, anexado pelo Hermitage em 1925. Em 1931 a galeria de pinturas foi leiloada e o edifício passou à administração do Instituto Agrícola, e depois para o Comissariado Popular da Construção Naval, sendo fechado à visitação. Mas em 1989 o prédio foi doado ao Museu Russo, iniciando seu renascimento como centro cultural, com a primeira exposição abrindo em 1995. Em 2003 passou a exibir também um acervo de porcelanas das manufaturas russas.

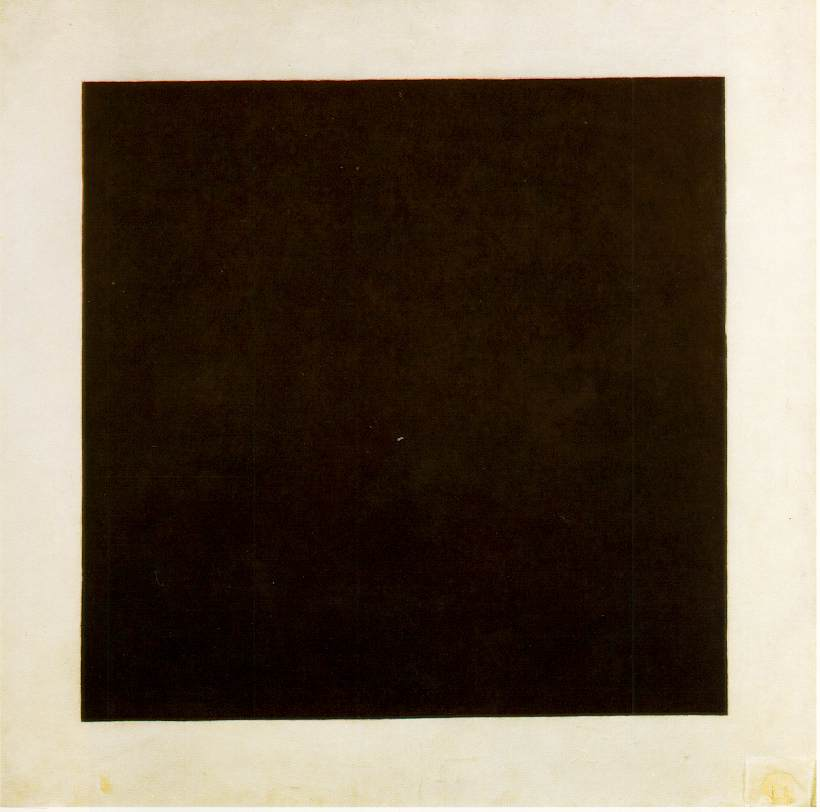
Malevich: Quadrado negro

### Palácio de Mármore
Outro magnífico exemplar de arquitetura necoclássica, foi desenhado por Antonio Rinaldy e levantado entre 1768 e 1785, sob encomenda de Catarina II para apresentá-lo ao seu favorito, o Conde Grigory Orlov. Entretanto, Orlov morreu antes da construção ser terminada, passando após completo ser a residência dos Grão-Duques.
Hoje abriga um memorial ao poeta Konstantin Romanov, e como exposição permanente exibe desde 1995 uma divisão do Museu Ludwig, doada pelos colecionadores alemães Peter and Irene Ludwig, com peças do século XX. Também outras duas coleções passaram há pouco tempo a ser expostas permanentemente, uma antes de propriedade dos irmãos Rzhevsky, e outra dedicada a artistas estrangeiros ativos na Rússia entre os séculos XVIII e XIX.

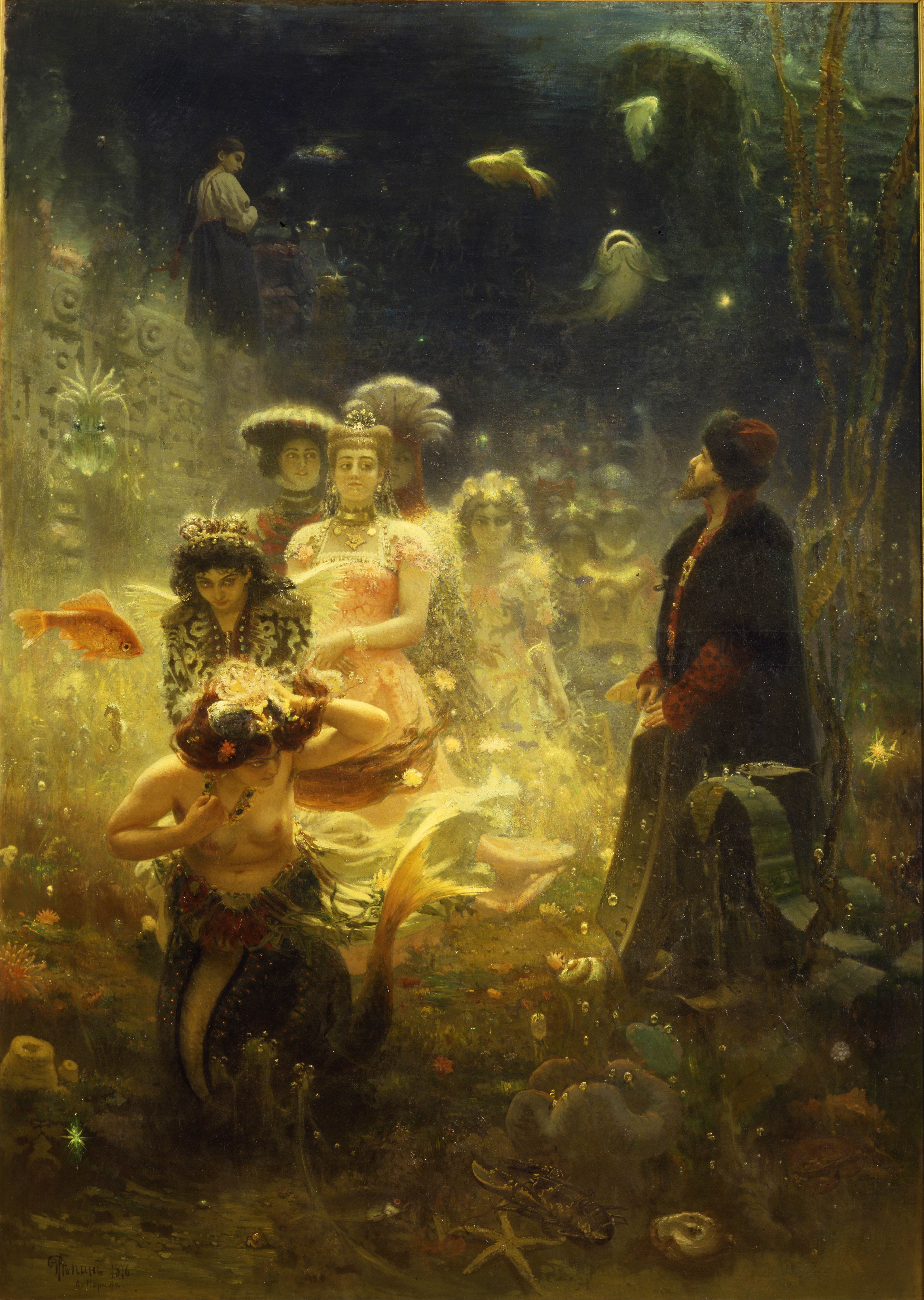
Sadko no Reino Submarino (1876), de Ilya Yefimovich Repin

### Castelo de São Miguel
Foi projetado por Vincenzo Brenna e Vasily Bazhenov para ser uma residência do Imperador Paulo I, que pessoalmente contribuiu no desenho, de um classicismo com traços românticos. Com a morte do monarca o palácio passou para o Ministério da Corte Imperial, e em 1823 foi doado ao Colégio de Engenharia, assumindo a denominação de Castelo dos Engenheiros. Em 1990 passou para a administração do Museu Russo, entrando em uma fase de adaptações e restauro, ainda em andamento. Nos espaços já restaurados estão instaladas as mostras permanentes A História do Castelo e seus Habitantes, Temas Antigos na Arte Russa, e A Renascença na Obra de Artistas Russos.

### Palácio de Verão em São Petersburgo
Fazem parte do complexo do Castelo o Jardim de Verão e a Casa de Verão de Pedro, o Grande, erguida após 1714 pelo arquiteto Domenico Trezzini, sendo um dos primeiros monumentos arquitetónicos da cidade. Jamais passou por restaurações e não sofreu danos nas guerras, preservando seu aspecto original e a decoração interna.

## Galeria

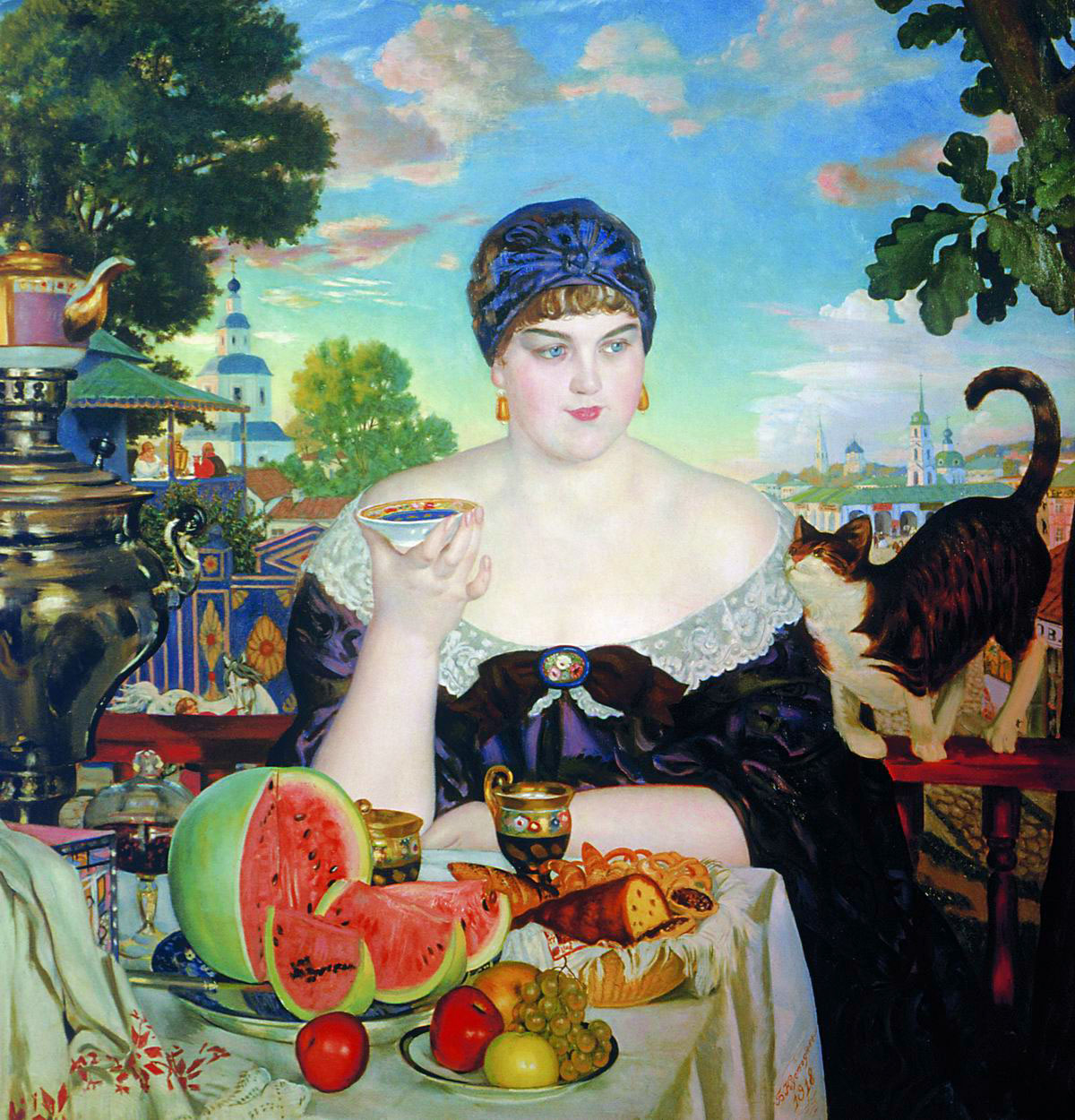
Kustodiev: A esposa do mercador
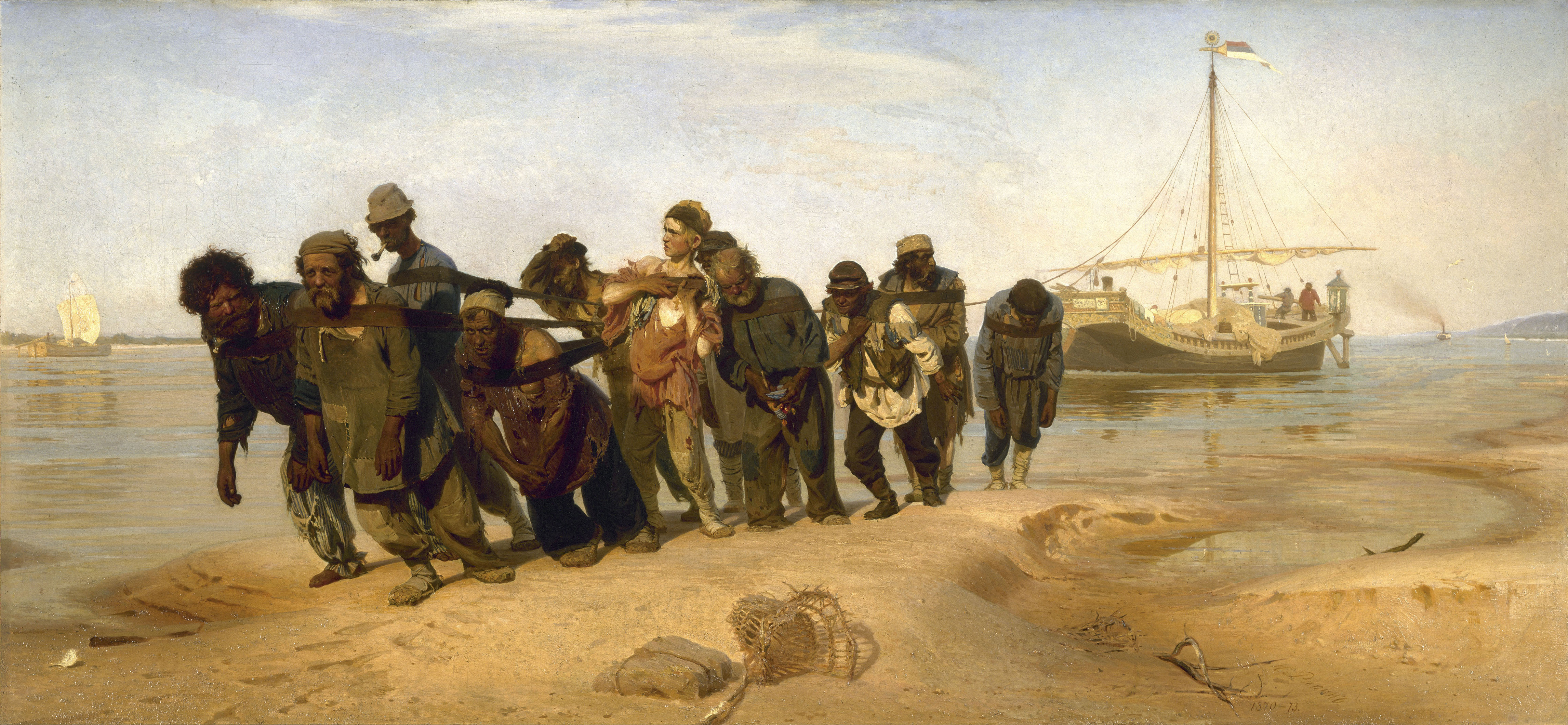
Repin: Barqueiros do Volga
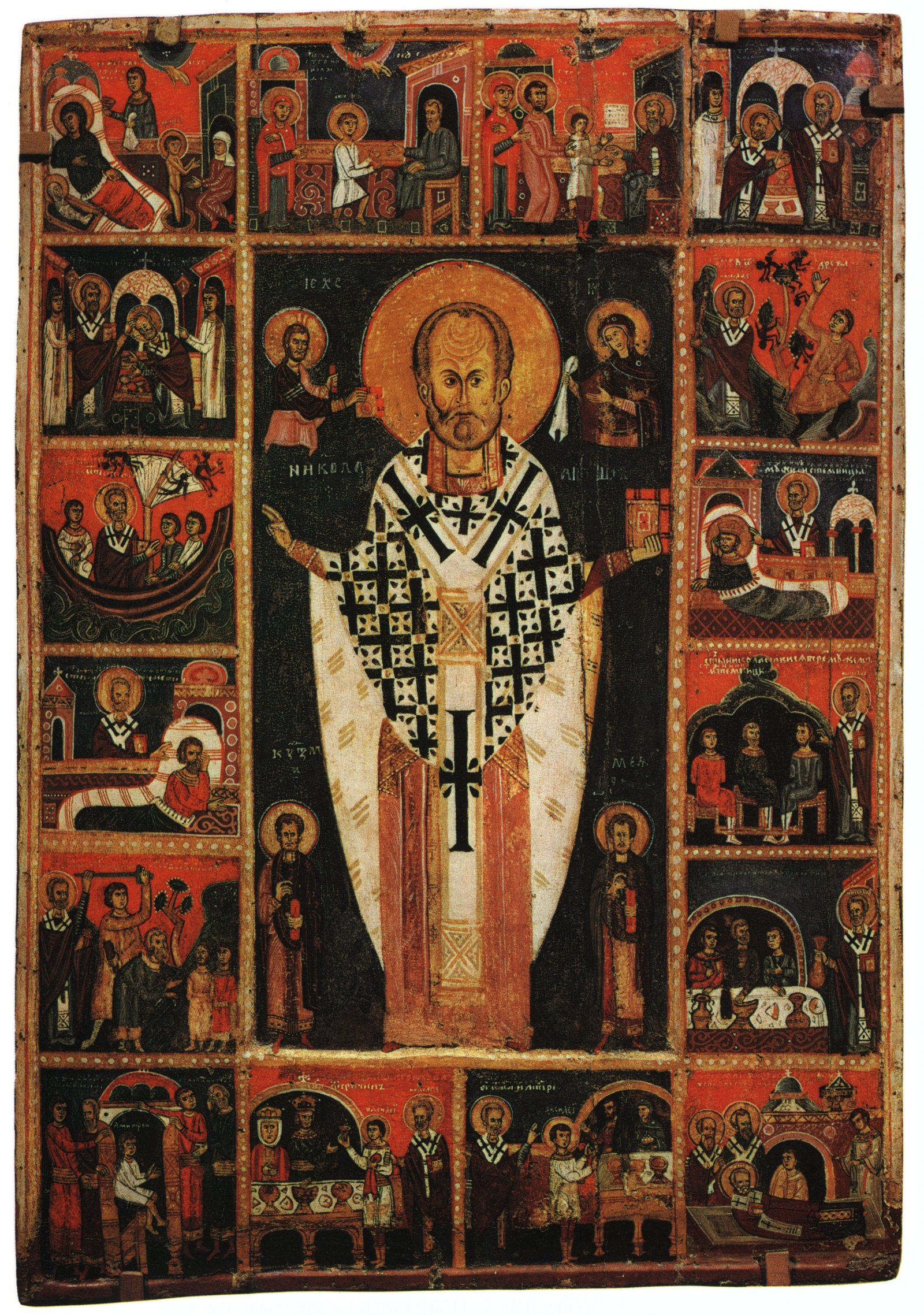
Ícone de São Nicolau
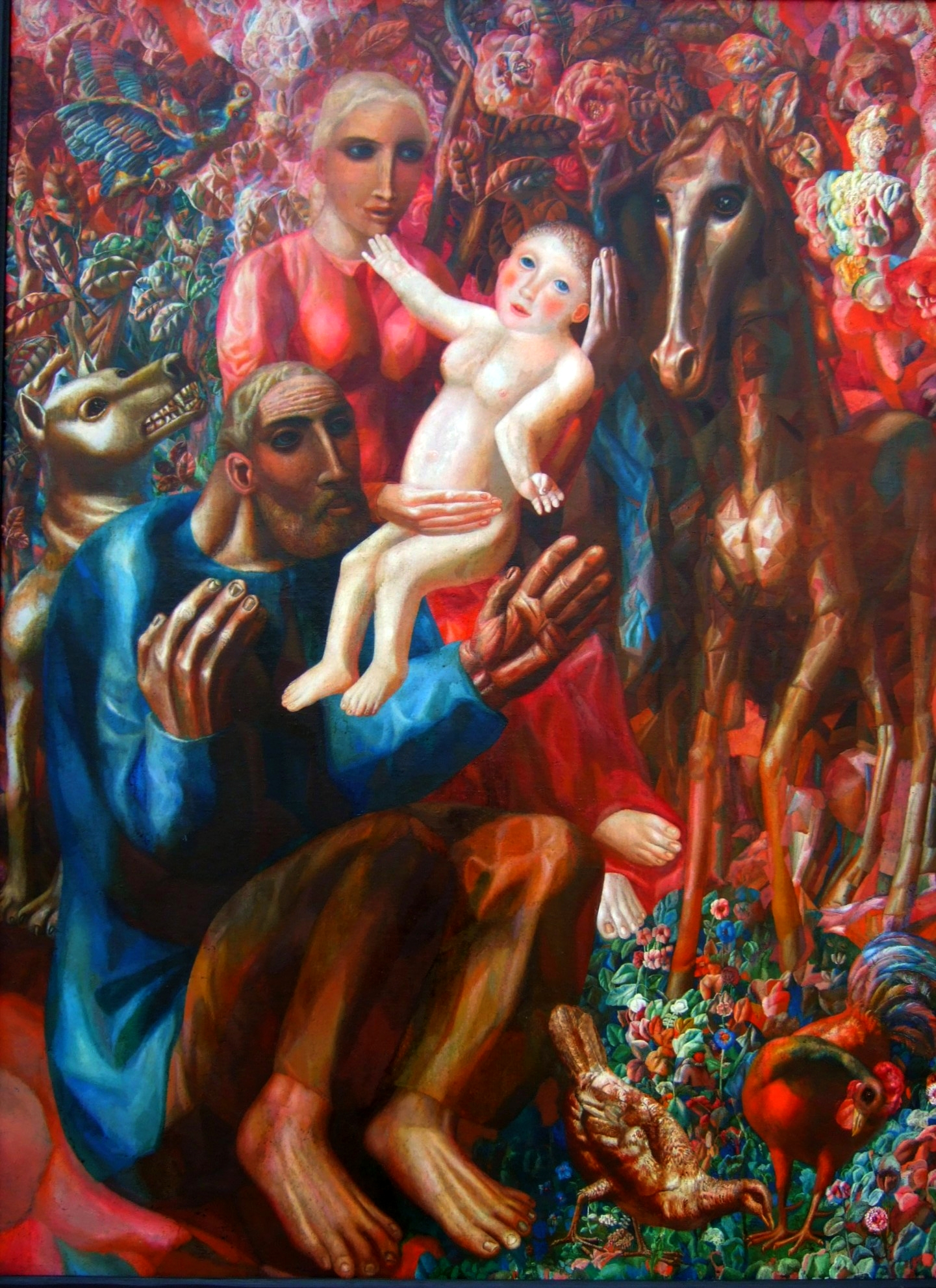
Filonov: A Sagrada Família